# 10894 Nakai
10894 Nakai è un asteroide della fascia principale. Scoperto nel 1997, presenta un'orbita caratterizzata da un semiasse maggiore pari a 3,0675638 UA e da un'eccentricità di 0,2184868, inclinata di 1,96488° rispetto all'eclittica.